# Pissalat

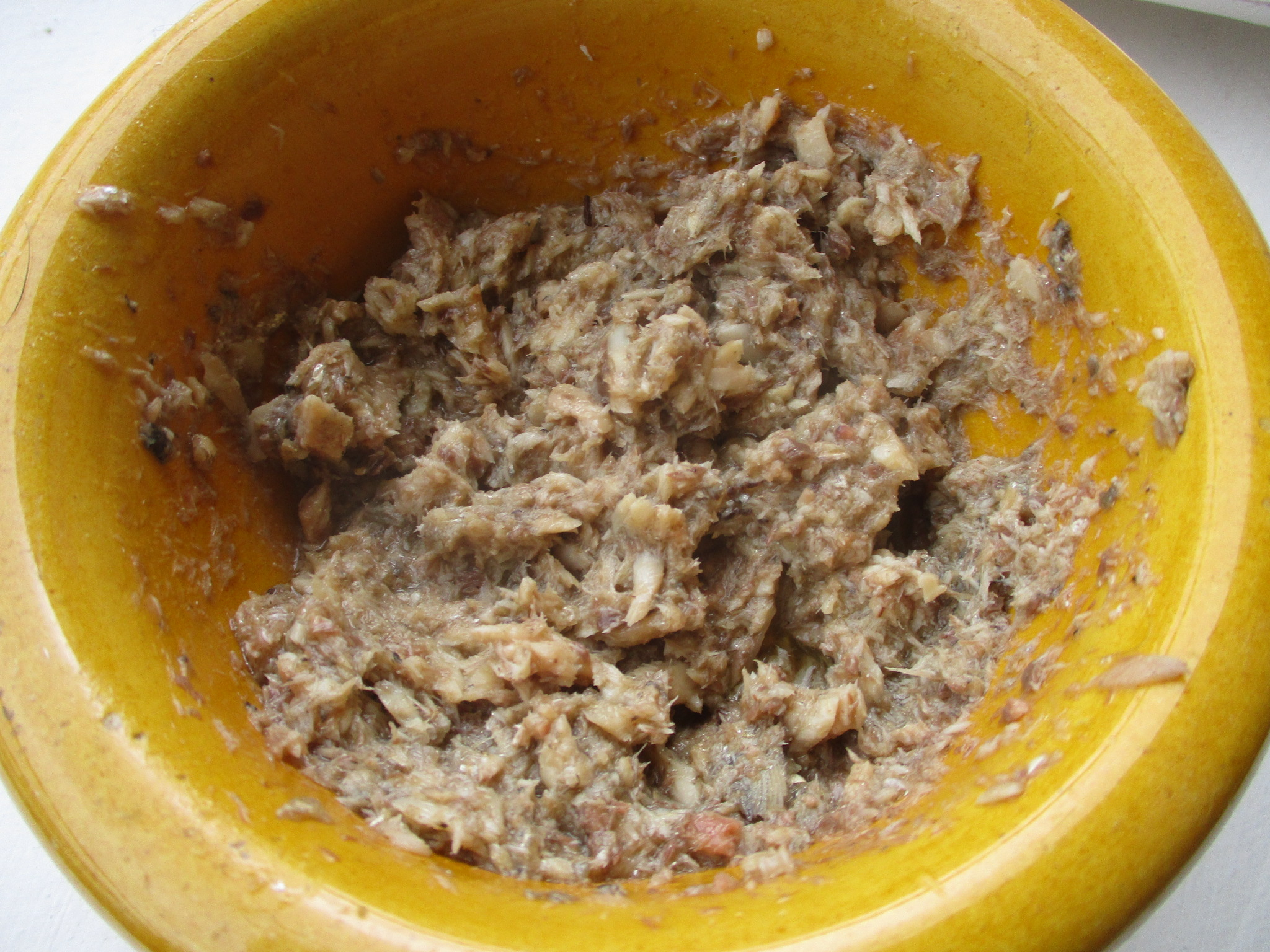
Pissalat

Pissalat ist eine Spezialität der französischen Küche. Die gesalzene pastöse Fischsauce enthält verschiedene Gewürze wie Thymian, Lorbeerblätter, Nelken, Majoran, Oregano, Pfeffer und Fenchel. Der Name ist abgeleitet von peis salat in Nissart und bedeutet „gesalzener Fisch“.
In der Umgebung Nizzas wird die wahrscheinlich aus dem antiken Garum entstandene Sauce bis heute hergestellt und in der regionalen Küche vielfältig eingesetzt. Die Pissalat wird als Fischsauce zu Dressing oder andern kalten und warmen Speisen gegessen, teilweise auch nur mit Brot. Sie ist eine typische Zutat der lokalen Küche, z. B. als namengebende Zutat der Pissaladière.
Die Herstellung ähnelt der des antiken Garum oder asiatischer Fischsauce (vietnamesisch nước mắm, thailändisch nam pla), wobei Sardellen und Anchovis abwechselnd mit Salz in einem verschlossenen Tongefäß in der Sonne fermentiert werden.